# Rely
Rely es una comuna francesa situada en el departamento de Paso de Calais, en la región de Alta Francia.

## Demografía
| 443 | 378 | 360 | 351 | 348 | 371 | 452 |
| Para los censos de 1962 a 1999 la población legal corresponde a la población sin duplicidades (Fuente: INSEE [Consultar]) |     |     |     |     |     |     |